# (400361) 2007 VL189
(400361) 2007 VL189 es un asteroide perteneciente al cinturón de asteroides descubierto el 5 de octubre de 2007 por el equipo del Spacewatch desde el Observatorio Nacional de Kitt Peak, Arizona, Estados Unidos.

## Designación y nombre
Designado provisionalmente como 2007 VL189.

## Características orbitales
2007 VL189 está situado a una distancia media del Sol de 2,586 ua, pudiendo alejarse hasta 2,661 ua y acercarse hasta 2,511 ua. Su excentricidad es 0,029 y la inclinación orbital 21,68 grados. Emplea 1519,28 días en completar una órbita alrededor del Sol.

## Características físicas
La magnitud absoluta de 2007 VL189 es 17. 